# Marcin Wasilewski (Musiker)
Marcin Wasilewski (* 11. November 1975 in Sławno) ist ein polnischer Jazzpianist, Bandleader und Komponist.

## Biographie
Wasilewski wuchs in Koszalin in der Woiwodschaft Westpommern auf, wo er das Gymnasium besuchte; dort lernte er mit fünfzehn Jahren den Bassisten Sławomir Kurkiewicz kennen, mit dem er 1990 ein erstes Trio gründete; 1993 ersetzte Schlagzeuger Michał Miśkiewicz den bisherigen Schlagzeuger. Als Simple Acoustic Trio gewannen sie in ihrem Heimatland und in Europa zahlreiche Wettbewerbe, darunter die European Jazz Competition der Leverkusener Jazztage 1996. Seit 1995 legte das Trio fünf Alben bei polnischen Labels vor, zunächst ein Tributalbum an Komeda. Wasilewski arbeitet seitdem mit diesem Trio aus Kurkiewicz und Miśkiewicz, mit dem 2001 das Album Lyrics mit Henryk Miśkiewicz entstand, das mit einem Fryderyk ausgezeichnet wurde. Im selben Jahr wirkte das Trio beim Album Soul of Things seines Mentors Tomasz Stańko mit; das Trio ging mehrmals mit Stańko auf Tourneen und nahm zudem an dessen folgenden Quartett-Aufnahmen Suspended Night (2003) und Lontano (2005) teil. Ferner arbeiteten Kurkiewicz und er mit Manu Katché.
2004 erhielten Wasilewski, Kurkiewicz und Miśkiewicz die Gelegenheit, eine Produktion für ECM aufzunehmen; das resultierende Album Trio gewann im folgenden Jahr den Vierteljahrespreis der Deutschen Schallplattenkritik und einen weiteren Fryderyk. Don Deckman schrieb zu dem Album in der Los Angeles Times: „Ihre langjährige Zusammenarbeit hat zu einem Ensemble mit einem völlig symbiotischen kreativen Fluss geführt.“
Das Bandrepertoire des Trios wird meist von Wasilewski geschrieben; beim Album January (2008) kamen Kompositionen von Keith Jarrett/Gary Peacock („Vignette“), Carla Bley („King Korn“) und Paul Bley („Footloose“) hinzu. Bei Wasilewskis Kompositionen treten Verbindungen zur Musik von Bill Evans, Bobo Stenson, Krzysztof Komeda und dem polnischen Film hervor.
Auch in den deutschen Jazzcharts kam das Wasilewski Trio mehrfach, etwa im Februar 2008 mit January auf Platz zehn. Wasilewski erhielt als Künstler des Jahres in den Jahren 2005, 2009, 2012, 2015 und 2019 einen Fryderyk. Einen weiteren Fryderik erhielt das Trio 2019 für Live als „bestes Jazz-Album des Jahres.“

## Diskographische Hinweise
- Simple Acoustic Trio When Will the Blues Leave (Polonia, 1995)
- Simple Acoustic Trio Habanera (Not Two, 1999)
- Simple Acoustic Trio Plays Komeda – Lullaby for Rosemary (Not Two, 2001)
- Marcin Wasilewski/Sławomir Kurkiewicz/Michał Miskiewicz Trio (ECM, 2004)
- January (ECM, 2008)
- Marcin Wasilewski/Sławomir Kurkiewicz/Michał Miskiewicz Faithful (ECM, 2011)
- Marcin Wasilewski Trio with Joakim Milder Spark of Life (ECM, 2013)
- Marcin Wasilewski Trio Live (ECM, 2018)[8]
- Marcin Wasilewski Trio & Joe Lovano Arctic Riff (ECM, 2020)[9]
- Marcin Wasilewski Trio En attendant (ECM, 2021)

## Bilder

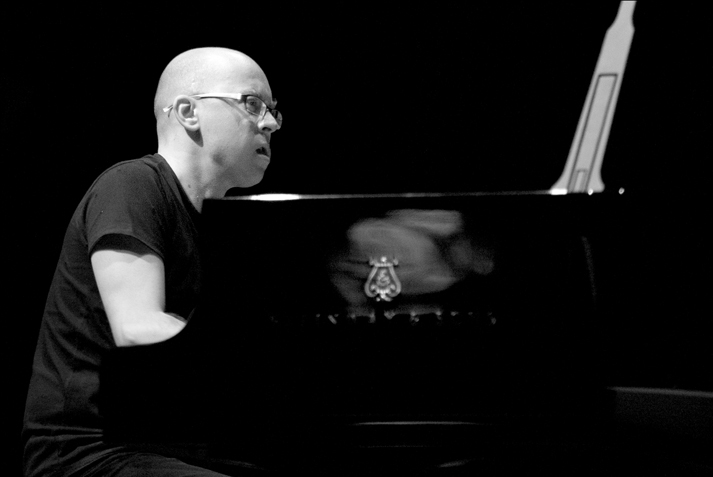
Marcin Wasilewski, 2008
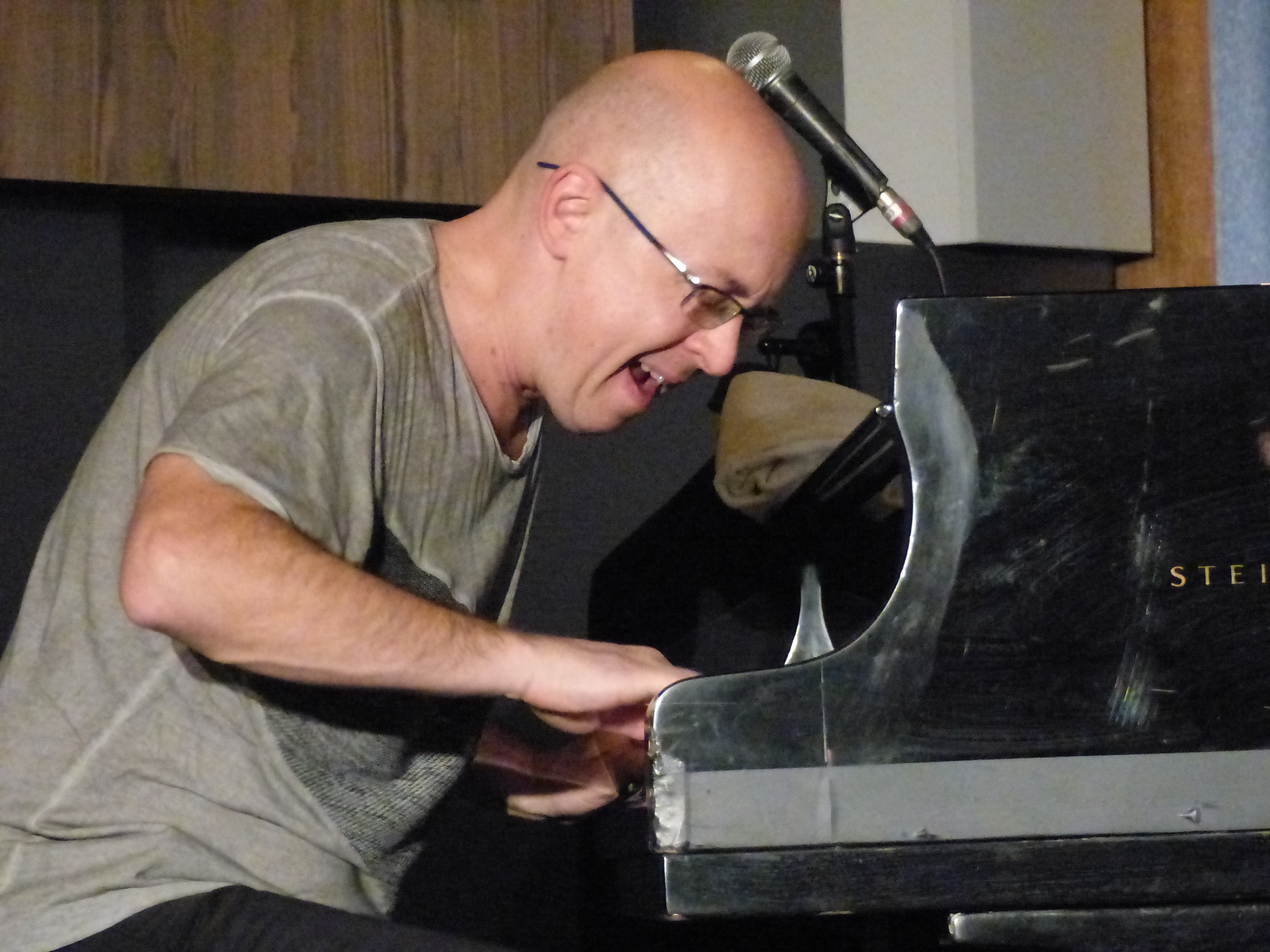
Marcin Wasilewski, 2017
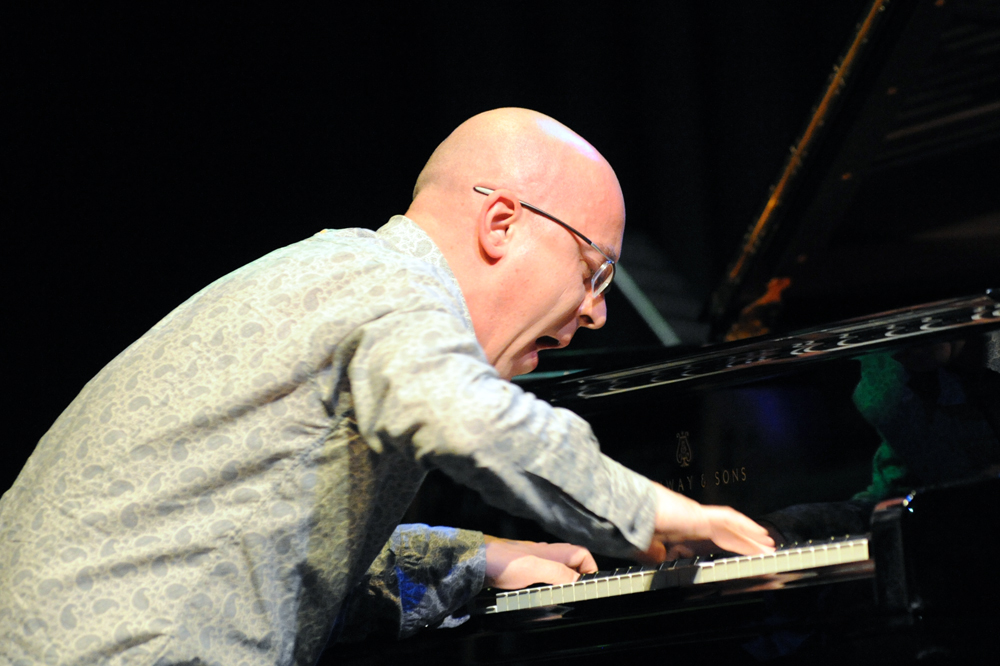
Marcin Wasilewski, 2010
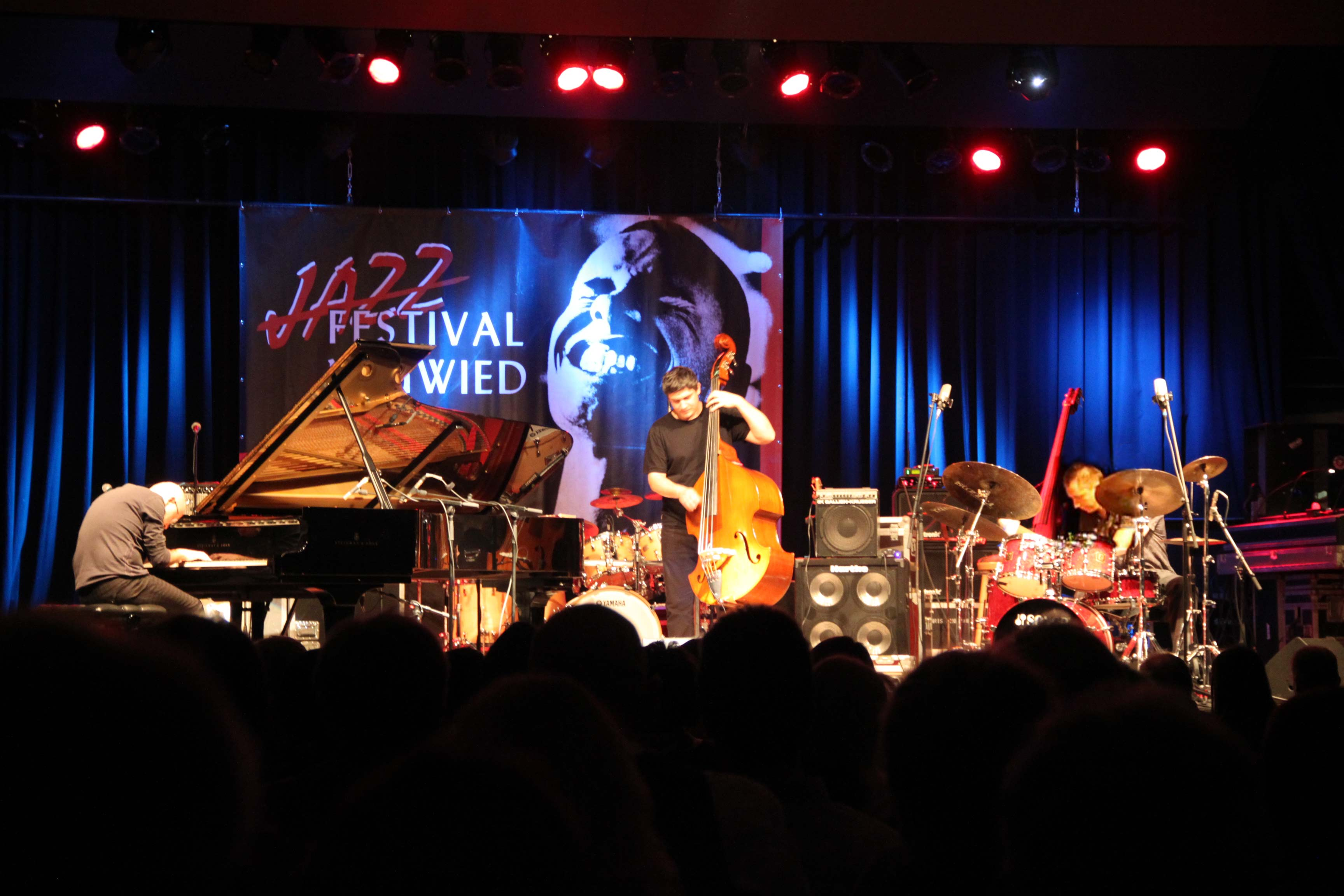
Marcin Wasilewski Trio, Neuwied 2011